# Jakob Nolte
Jakob Nolte (* 1988 in Gehrden) ist ein deutscher Schriftsteller.

## Leben
Jakob Nolte wuchs in Barsinghausen am Deister auf. Er studierte Szenisches Schreiben an der Universität der Künste Berlin. Gemeinsam mit Michel Decar arbeitet er unter dem Namen Nolte Decar. Für ihr am Schauspiel Leipzig uraufgeführte Stück Das Tierreich erhielten sie 2013 den Brüder-Grimm-Preis des Landes Berlin. Mit seinem Stück Gespräch wegen der Kürbisse wurde er 2016 zu den Autorentheatertagen am Deutschen Theater Berlin eingeladen. Sein Debütroman ALFF wurde mit dem Kunstpreis Literatur Fotografie 2016 ausgezeichnet und wurde von dem verlegerischen Modellprojekt Fiktion in einer Übersetzung von Léon Dische Becker und Emily Dische-Becker auf Englisch und Deutsch veröffentlicht. Beide Versionen sind kostenfrei verfügbar. 2017 wurde er mit Schreckliche Gewalten für den Deutschen Buchpreis nominiert. 2018 nahm er am Ingeborg-Bachmann-Wettbewerb in Klagenfurt teil. Zusammen mit Leif Randt betreibt er die Plattform Tegel Media. Nolte lebt in Berlin.

## Werke
Romane
- ALFF (Fiktion 2013, Matthes & Seitz Berlin, 2015)[6]
- Schreckliche Gewalten (Matthes & Seitz Berlin, 2017)[7]
- Kurzes Buch über Tobias (Suhrkamp, 2021)[8]
- Die Frau mit den vier Armen (Suhrkamp, 2024)[9]

Theaterstücke
- Sämtliche Erzählungen (UA Staatstheater Nürnberg, 15. Dezember 2016)[10]
- Gespräch wegen der Kürbisse (UA Deutsches Theater Berlin, 25. Juni 2016)[11]
- No Future Forever (UA Luzerner Theater, 3. März 2017)[12]
- Don Quijote (Deutsches Theater Berlin, 12. Oktober 2019)[13]
- Der Sturm (Deutsches Theater Berlin, 1. September 2022)[14]

Hörspiele
- Tatort Dallas – Fünf Variationen über einen Todesfall (2. Folge: Die Tagesordnung), Kurzhörspielreihe des 11. Jahrgangs Szenisches Schreiben der UdK Berlin, Regie: Regine Ahrem (RBB 2013)
- Das Tierreich, zusammen mit Michel Decar, Regie: Michel Decar, Komposition: Max Andrzejewski, Daniel Bödvarsson (Deutschlandfunk Kultur 2017)
- Unbekannte Meister 4 – Werbung in Niemandes Namen. Eine Einführung in das Werk von Klara Khalil, Regie: der Autor, Komposition: Moritz Löwe (BR 2018)
- Die Glücklichen und die Traurigen – Zur Ware gewordene Menschen auf hoher See, Regie: Jakob Nolte und Moritz Löwe, Komposition: Moritz Löwe (BR 2021)